# You've Got a Way
«You've Got a Way» (en español: «Tienes un don especial») es una canción escrita y producida por la cantante canadiense Shania Twain y Robert John "Mutt" Lange para su tercer álbum de estudio  Come on Over. Se lanzó como octavo sencillo en las radio emisoras country, cuarto en las radios adulto contemporáneas y quinto en Oceanía. La canción ganó una nominación a los premios Grammy del 2000 en la categoría "Canción del Año". Una nueva versión de la canción fue usada para la banda sonora de la película Notting Hill.
Twain interpretó la canción en el Come on Over tour (1998-1999) en un medley junto con otras dos baladas de su álbum anterior.

## Vídeo musical
El videoclip de "You've Got a Way" se filmó en Los Ángeles el 2 de mayo de 1999 bajo la dirección de Paul Boyd y se lanzó oficialmente el 24 de mayo del mismo año.
El videoclip tiene un ambiente primaveral, se puede ver a Twain con un vestido de flores paseando a través de un jardín.
Se lanzaron dos versiones del vídeo, la versión original de la canción (versión country) y la versión de Notting Hill, esta última se encuentra disponible en el DVD de Twain The Platinum Collection.
Después de la grabación del vídeo, Shania donó el vestido al Shania Twain Centre en su ciudad natal Timmins, Ontario.

## Recepción
«You've Got a Way» debutó en el Billboard Hot Country Singles & Tracks en la semana del 19 de junio de 1999 en el número 61, el debut más alto de la semana. El sencillo se mantuvo 20 semanas en la lista y llegó a un máximo del número 13 en la semana del 14 de agosto de 1999, donde permaneció durante una semana.
"You've Got a Way" fue la primera canción de este álbum que no alcanzó el top 10 en esta lista, sin embargo se convirtió en su decimocuarto top 20.
En la radio adulto contemporánea la canción debutó en la semana del 31 de julio de 1999 en el número 28, el debut más alto de la semana. Se mantuvo 28 semanas en la lista y rápidamente ascendió a su posición máxima en el número seis en la semana del 11 de septiembre de 1999, donde permaneció durante una semana.

## Versiones de Audio
- Versión Original (Versión Country) - 3:24
- Versión Internacional - 3:15
- Notting Hill Remix / Versión Internacional Norteamérica - 3:25
- Love to Infinity's Soul Classic Mix  - 6:00
- Love to Infinity's Radio Mix - 4:01

## Posicionamiento
| Listas                                       | Posición Alcanzada |
| -------------------------------------------- | ------------------ |
| Australia                                    | 28                 |
| Nueva Zelanda                                | 17                 |
| EE.UU Billboard Hot Country Singles & Tracks | 13                 |
| EE.UU Billboard Adult Contemporary           | 6                  |
| EE.UU Billboard Hot 100                      | 49                 |
| EE.UU Billboard Hot 100 Airplay              | 42                 |
| EE.UU ARC Weekly Top 40                      | 29                 |
| Canadá RPM Country Singles                   | 1                  |